# Chiesa di Santa Maria di Piazza (Torino)
La chiesa di Santa Maria di Piazza è un edificio di culto cattolico che si trova nella zona centrale di Torino, in via Santa Maria, non lontano da via Garibaldi. Nel 1910 è stata proclamata monumento nazionale; la chiesa gode del titolo di santuario.

## Storia
Capolavoro di Bernardo Antonio Vittone, la chiesa venne eretta tra il 1751 e il 1752; originariamente a pianta ellittica, venne integrata nel 1890 con due cappelle laterali che insieme al presbiterio danno luogo a una pianta a croce greca. A lavori ultimati, venne consacrata nel 1768 dall'arcivescovo di Torino Francesco Luserna Rorengo di Rorà. 
Durante il Settecento, la chiesa ospitò i Trinitari Scalzi, poi la Compagnia del Santissimo Viatico e la Compagnia del Sacro Cuore di Gesù. A inizio Ottocento vi fu accolta la Società di San Vincenzo de' Paoli.
Al 1830 risale la facciata, in stile neoclassico, opera di Barnaba Panizza.

## Interno
Suggestivo l'interno illuminato dalla luce che piove dall'alta cupola centrale sospesa tra due semicupole oscure e dal presbiterio. 
Al primo altare a destra si trova il Battesimo di Gesù di Michele Antonio Milocco, all'altare maggiore Assunzione della Vergine di Pier Francesco Guala e il primo altare a sinistra, appartenente all'Università dei Maestri Minusieri, Sacra Famiglia di Mattia Franceschini (1745-1754).